# The Undertaker (film)

The Undertaker est un film américain réalisé par Franco Steffanino en 1988.

## Fiche technique
- Producteur : Frank Avianca, Steve Bono
- Scénariste : William James Kennedy
- Directeur de la photographie : Richard E. Brooks
- Monteur : Lorenzo Marinelli, David Szulkin

## Distribution
- Joe Spinell : Roscoe
- Rebeca Yaron : Pam Hayes
- Patrick Askin : Nicky Leonardo
- Susan Bachli : Mandy